# Faro de Vigo
Faro de Vigo é um jornal publicado em Vigo, na província de Pontevedra em Espanha foi fundado por Ángel de Lema y Marina e pertenceu a sua família até o ano de 1986, após o empresário Javier Moll comprar o jornal. Tem a sua sede em Chapela, Redondela e é o decano da imprensa galega e espanhola. A primeira edição foi publicada a 3 de novembro de 1853 e tinha carácter bissemanal, mas a partir do ano 1879 tornou-se um jornal diário. Actualmente, possui seis edições: Pontevedra, Vilagarcía de Arousa, Ourense, Morraço , Deza-Tabeirós-Montes e a edição digital. Em 2005, o jornal teve uma tiragem de 49.800 exemplares segundo o Instituto de Justificação de Difusão.

## Directores
- José Carvajal y Pereira (1853-1861).
- Ángel de Lema y Marina (1861-1881).
- Eladio de Lema y Martín (1881-1928).
- Ángel de Lema y Rubido (1928-1929).
- Manuel Otero Bárcena (1929-1944).
- Blas de Agra Mancebo (1944-1949).
- Francisco Leal Insua (1949-1961).
- Manuel González Cerezales (1961-1964).
- Álvaro Cunqueiro (1964-1970).
- Manuel Santaella Pérez (1970-1975).
- Xosé A. Landeira Yrago (1975-1978).
- Xosé Armesto Faginas (1978-1986).
- Ceferino de Blas (1986-1994).
- Julio Puente (1994-2000).
- Pedro Pablo Alonso (2000-2006).
- Juan Carlos Da Silva (desde 2006).

## Galeria

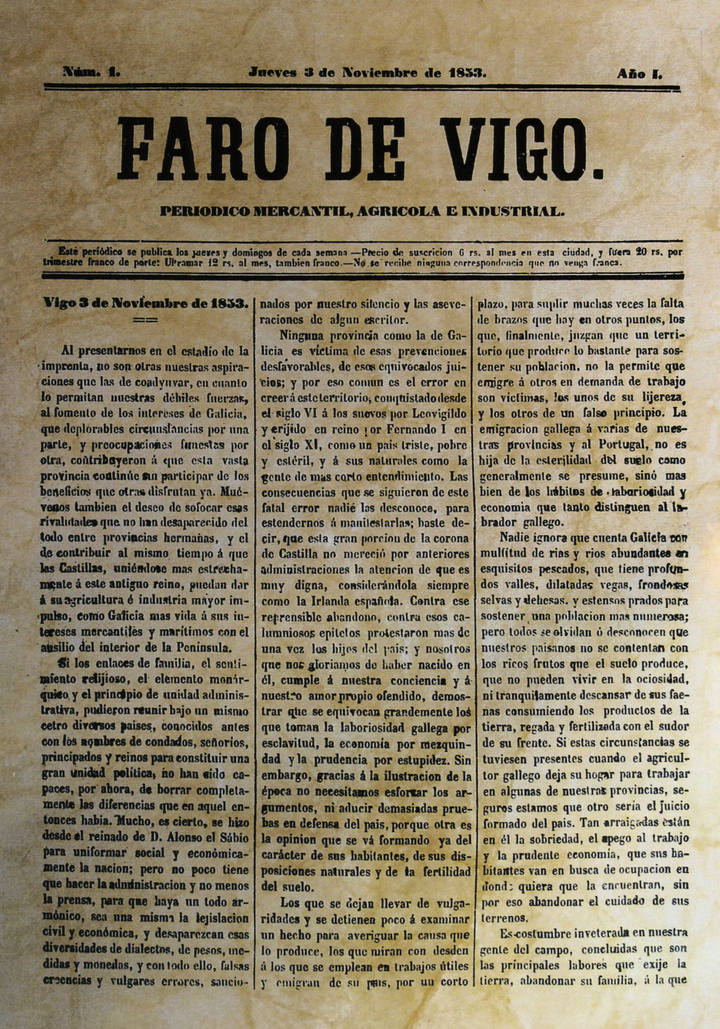
3 de novembro de 1853, núm. 1, ano I.
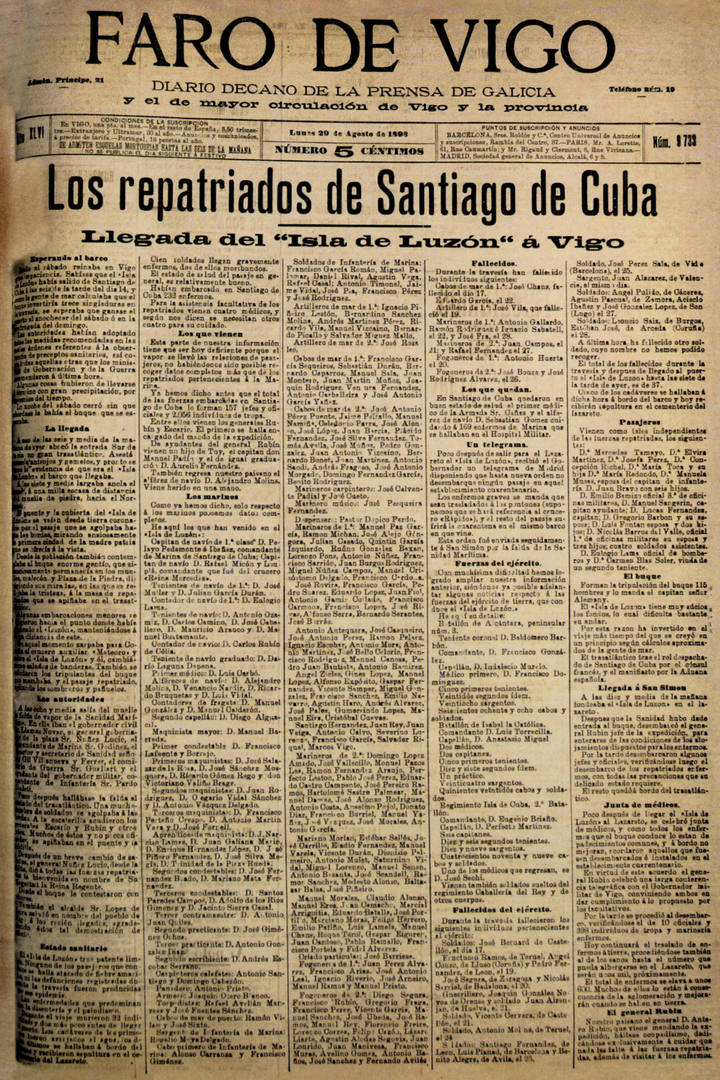
29 de agosto de 1898, repatriados de Cuba.
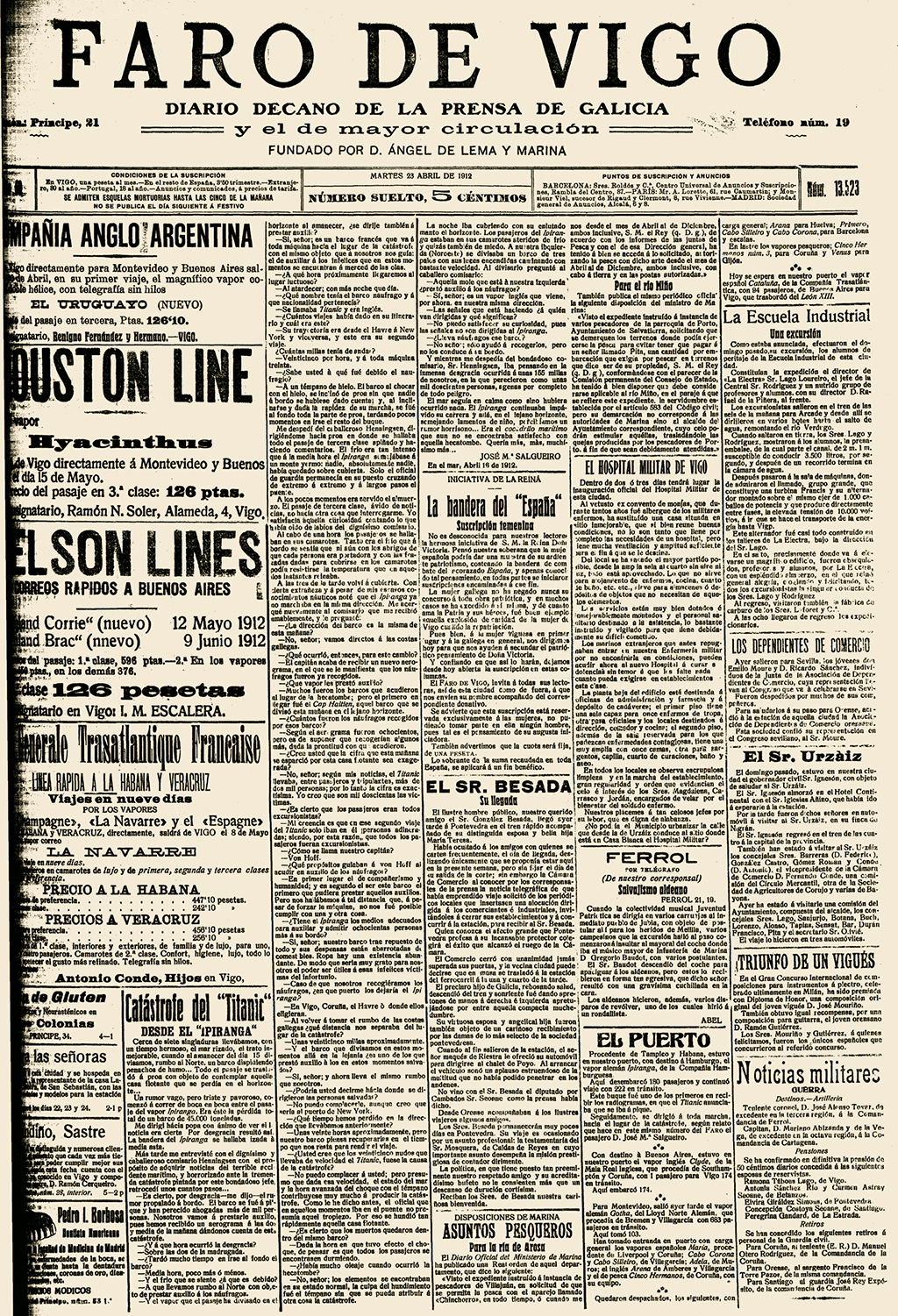
23 de abril de 1912, notícias do naufrágio do RMS Titanic.
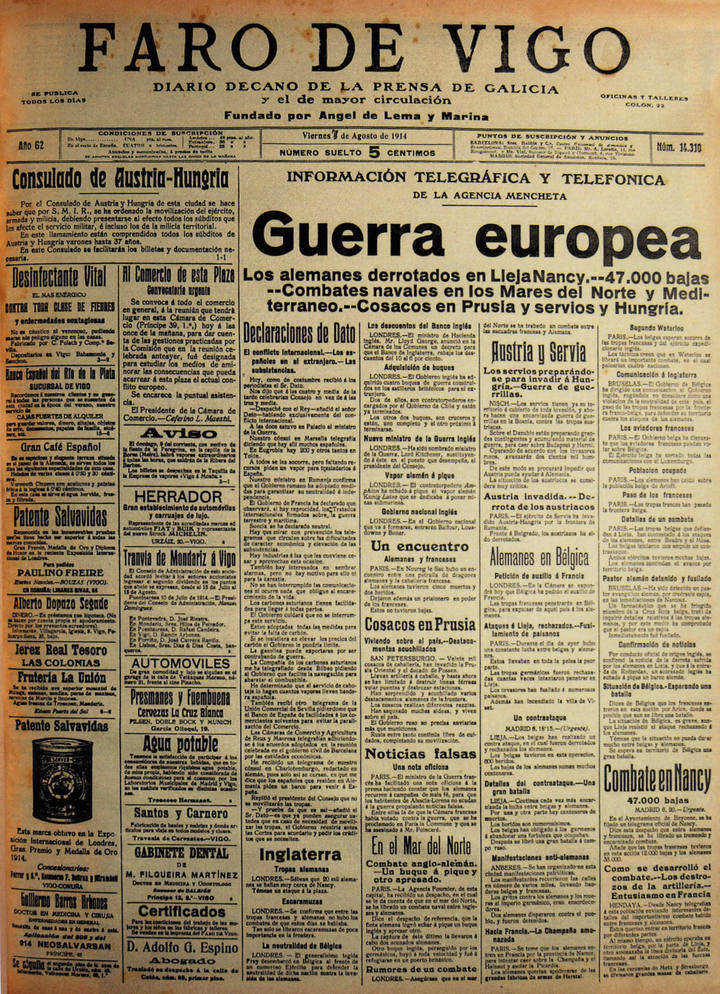
7 de agosto de 1914, Primeira Guerra Mundial.
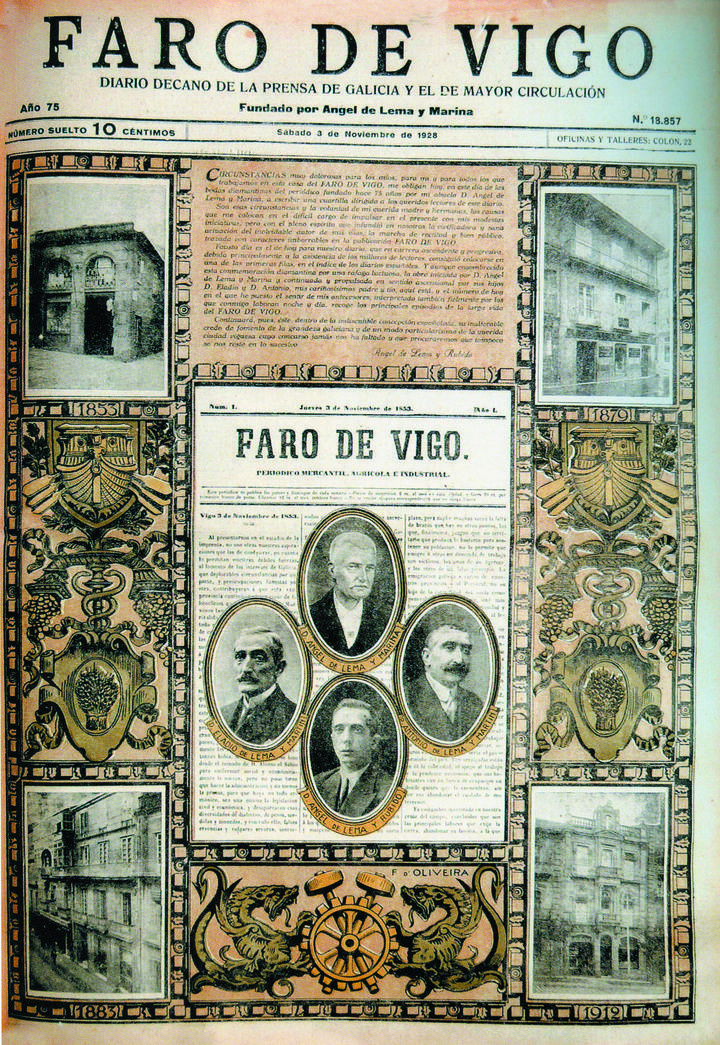
3 de novembro de 1928, septuagésimo quinto aniversário.
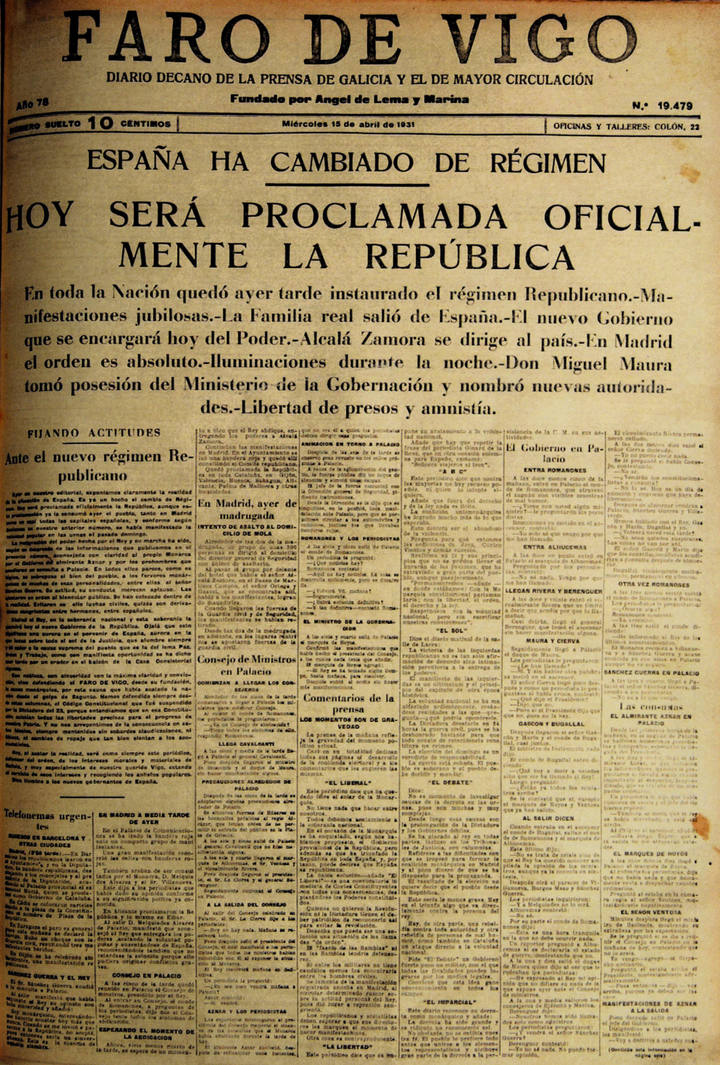
15 de abril de 1931, Proclamação da Segunda República Espanhola.